# Mark Downey
Mark Downey (Dromore, 3 juli 1996) is een Iers voormalig baan- en wegwielrenner die in 2018 reed voor Team Wiggins en in 2019 bij EvoPro Racing. Hij is een jongere broer van wielrenner Sean Downey.

## Carrière
Als junior werd Downey in 2014 tweede in de puntenkoers tijdens de Europese kampioenschappen baanwielrennen. Twee jaar later herhaalde hij dat als belofte.
In het seizoen 2016-2017 won Downey twee van de drie wereldbekermanches in de puntenkoers, waarmee hij ook het eindklassement op zijn naam schreef. Op het wereldkampioenschap in Hongkong werd hij tiende in de door Cameron Meyer gewonnen puntenkoers en, samen met Felix English, zesde in de ploegkoers. Op de weg werd Downey in 2017 negende in de wegwedstrijd voor beloften op het wereldkampioenschap in Bergen.
In 2021 nam Downey deel aan de Olympische Zomerspelen 2020 in Tokio. Op het onderdeel omnium eindigde hij als zeventiende.

## Baanwielrennen

### Palmares
| Jaar     | IK       | EK                           | WK                              | Overig                                                                                                |
| Junioren | Junioren | Junioren                     | Junioren                        | Junioren                                                                                              |
| -------- | -------- | ---------------------------- | ------------------------------- | --- |
| 2014     |          | Puntenkoers                  |                                 | |
| Beloften |          |                              |                                 | |
| 2016     |          | Puntenkoers · 9e Koppelkoers |                                 | |
| 2017     |          | Puntenkoers · 5e Omnium      |                                 | |
| Elite    |          |                              |                                 | |
| 2016     |          |                              |                                 | WB Apeldoorn: Puntenkoers                                                                             |
| 2017     |          | 7e Koppelkoers               | 6e Koppelkoers 10e Puntenkoers  | WB Cali: · Puntenkoers · Koppelkoers · WB Los Angeles: · Ploegkoers · WB Eindklassment: · Puntenkoers |
| 2018     |          | 9e Puntenkoers               | 9e Koppelkoers 11e Puntenkoers  | |
| 2019     |          | 10e Puntenkoers              | Puntenkoers · 11e Koppelkoers   | Europese Spelen: 8e Koppelkoers                                                                       |
| 2020     | scratch  |                              | 11e Koppelkoers 18e Puntenkoers | |
| 2021     |          |                              |                                 | Olympische Spelen: 17e omnium DNF Koppelkoers                                                         |

## Ploegen
- 2018 –  Team Wiggins
- 2019 –  EvoPro Racing

Cullaigh · Donovan · Downey · Draper · Fouche · Georgi · Kerfoot-Robson · Navarro · O'Loughlin · Pidcock · Robinson · Sauvagnargues · Scott · Stewart · Teggart · Walker · Wood · Yates